# Tiro esportivo nos Jogos Europeus de 2015 - Carabina de ar 10 m feminino
A competição carabina de ar 10 m feminino foi um dos eventos do tiro esportivo nos Jogos Europeus de 2015, em Baku, no Azerbaijão. Foi disputada no Centro de Tiro de Baku no dia 16 de junho.

## Calendário
Horário de verão do Azerbaijão (UTC+5).
| Data        | Horário | Fase         |
| ----------- | ------- | ------------ |
| 16 de junho | 12:10   | Qualificação |
| 16 de junho | 14:00   | Final        |

## Medalhistas
| Ouro   | SRB Andrea Arsović   |
| Prata  | SUI Sarah Hornung    |
| Bronze | GER Barbara Engleder |

## Resultados

### Qualificação
O resultado da qualificação foi seguinte.
| Pos. | Atiradora               | Series | Series | Series | Series | Total |
| Pos. | Atiradora               | 1      | 2      | 3      | 4      | Total |
| ---- | ----------------------- | ------ | ------ | ------ | ------ | ----- |
| 1    | HUN Kata Zwickl-Veres   | 104.1  | 105.3  | 104.6  | 102.7  | 416.7 |
| 2    | RUS Daria Vdovina       | 105.2  | 104.5  | 103.8  | 103.0  | 416.5 |
| 3    | GER Barbara Engleder    | 102.9  | 105.0  | 103.6  | 104.6  | 416.1 |
| 4    | SRB Andrea Arsović      | 104.3  | 103.7  | 101.8  | 106.1  | 415.9 |
| 5    | CRO Snjezana Pejcic     | 104.9  | 103.1  | 103.1  | 104.7  | 415.8 |
| 6    | SRB Ivana Maksimović    | 100.2  | 105.2  | 104.5  | 105.8  | 415.7 |
| 7    | CZE Nikola Mazurová     | 103.9  | 104.4  | 103.2  | 104.2  | 415.7 |
| 8    | SUI Sarah Hornung       | 104.1  | 102.9  | 104.7  | 104.0  | 415.7 |
| 9    | GBR Jennifer McIntosh   | 102.7  | 105.6  | 103.2  | 103.5  | 415.0 |
| 10   | DEN Stine Nielsen       | 103.5  | 104.1  | 104.8  | 102.5  | 414.9 |
| 11   | GBR Seonaid McIntosh    | 103.4  | 103.3  | 104.7  | 102.8  | 414.2 |
| 12   | DEN Rikke Ibsen         | 103.9  | 102.5  | 104.6  | 102.7  | 413.7 |
| 13   | UKR Natallia Kalnysh    | 101.3  | 104.3  | 103.6  | 104.0  | 413.2 |
| 14   | ITA Martina Pica        | 103.6  | 103.4  | 102.5  | 103.6  | 413.1 |
| 15   | CZE Gabriela Vognarová  | 102.5  | 101.6  | 104.8  | 104.1  | 413.0 |
| 16   | SVK Daniela Pešková     | 103.1  | 103.2  | 102.8  | 103.9  | 413.0 |
| 17   | SLO Urška Kuharič       | 102.8  | 102.7  | 103.4  | 103.7  | 412.6 |
| 18   | AUT Olivia Hofmann      | 103.6  | 102.1  | 103.4  | 103.5  | 412.6 |
| 19   | FRA Judith Gomez        | 102.9  | 103.0  | 101.5  | 105.0  | 412.4 |
| 20   | SUI Jasmin Mischler     | 102.8  | 104.7  | 102.6  | 102.3  | 412.4 |
| 21   | POL Agnieszka Nagay     | 102.5  | 102.0  | 103.3  | 104.4  | 412.2 |
| 22   | CRO Maša Berić          | 104.4  | 102.1  | 103.2  | 102.1  | 411.8 |
| 23   | RUS Anna Zhukova        | 104.2  | 102.4  | 102.4  | 102.6  | 411.6 |
| 24   | GER Lisa Müller         | 103.7  | 102.6  | 101.0  | 104.0  | 411.3 |
| 25   | NOR Malin Westerheim    | 101.7  | 103.7  | 101.5  | 104.2  | 411.1 |
| 26   | SLO Živa Dvoršak        | 102.2  | 102.9  | 101.3  | 104.6  | 411.0 |
| 27   | HUN Julianna Miskolczi  | 100.7  | 103.1  | 103.6  | 103.2  | 410.6 |
| 28   | ITA Sabrina Sena        | 103.0  | 101.4  | 102.9  | 103.2  | 410.5 |
| 29   | AUT Stephanie Obermoser | 102.8  | 103.0  | 101.9  | 102.8  | 410.5 |
| 30   | UKR Olga Golubchenko    | 101.7  | 103.9  | 102.7  | 102.0  | 410.3 |
| 31   | SVK Jana Hyblerová      | 102.4  | 102.1  | 103.0  | 102.6  | 410.1 |
| 32   | LUX Carole Calmes       | 100.6  | 102.6  | 104.0  | 102.6  | 409.8 |
| 33   | MKD Nina Balaban        | 101.4  | 102.3  | 102.3  | 102.2  | 408.2 |
| 34   | EST Anzela Voronova     | 100.9  | 101.9  | 102.7  | 102.6  | 408.1 |
| 35   | BIH Tatjana Đekanović   | 103.2  | 100.7  | 100.8  | 102.0  | 406.7 |
| 36   | POL Paula Wrońska       | 100.5  | 100.3  | 101.7  | 103.0  | 405.5 |
| 37   | BEL Stephanie Vercrusse | 100.6  | 101.2  | 101.6  | 100.3  | 403.7 |
| 38   | AND Esther Barrugués    | 102.5  | 98.9   | 96.2   | 98.5   | 396.1 |
| 39   | KOS Urata Rama          | 96.1   | 99.3   | 97.5   | 96.2   | 389.1 |

### Final
O resultado final foi o seguinte.
| Pos.              | Atiradora             | Series | Series | Series | Series | Series | Series | Series | Series | Series | Notas                      |
| Pos.              | Atiradora             | 1      | 2      | 3      | 4      | 5      | 6      | 7      | 8      | 9      | Notas                      |
| ----------------- | --------------------- | ------ | ------ | ------ | ------ | ------ | ------ | ------ | ------ | ------ | -------------------------- |
| Medalha de ouro   | SRB Andrea Arsović    | 32.2   | 63.3   | 83.6   | 104.6  | 125.5  | 146.3  | 167.4  | 187.1  | 207.8  | Recorde dos Jogos Europeus |
| Medalha de prata  | SUI Sarah Hornung     | 30.9   | 62.0   | 83.0   | 104.0  | 125.3  | 145.1  | 165.4  | 186.6  | 207.7  |                            |
| Medalha de bronze | GER Barbara Engleder  | 31.4   | 62.6   | 82.7   | 103.8  | 124.6  | 145.6  | 166.3  | 186.0  |        |                            |
| 4                 | CRO Snjezana Pejcic   | 30.6   | 61.8   | 82.5   | 103.6  | 125.0  | 145.7  | 164.1  |        |        |                            |
| 5                 | RUS Daria Vdovina     | 30.3   | 61.5   | 82.7   | 103.6  | 124.8  | 144.9  |        |        |        |                            |
| 6                 | SRB Ivana Maksimović  | 31.2   | 62.1   | 82.6   | 103.0  | 123.1  |        |        |        |        |                            |
| 7                 | CZE Nikola Mazurová   | 30.4   | 60.7   | 81.2   | 101.3  |        |        |        |        |        |                            |
| 8                 | HUN Kata Zwickl-Veres | 29.7   | 60.0   | 80.4   |        |        |        |        |        |        |                            |